# Люмос
Лю́мос (фін. lumous «зачарований») — найпівнічніший музичний готичний фестиваль, який щорічно проходить у фінському місті Тампере.
Захід організовується щороку фундацією Lumous Gothic RY, і свій початок бере 2001 року, коли декілька міських нічних клубів вирішили об'єднати зусилля для організації та проведення триденного музичного заходу під назвою Екстремальний Готичний Вікенд (англ. Extreme Gothic Weekend). Відтоді, назва фестивалю трохи змінилась, і зараз офіційно є «Готичний фестиваль Люмос».
У сер. 2000-х фестиваль зажив європейської слави і розширився до 4 днів.
Захід полягає у виступах місцевих та іноземних рок-гуртів. У програму заходу також включено традиційний «темний круїз» — тривале денне плавання на човні по річці в межах Тампере, що супроводжується виступами рок-колективів.